# Òrbita heliosíncrona
Una òrbita heliosíncrona és qualsevol òrbita heliocèntrica (centrada en el Sol) tal que un objecte situat en aquesta òrbita té el mateix període de revolució al voltant del Sol que el període de rotació solar. És a dir, l'objecte sempre es troba sobre la mateixa longitud solar. El radi d'aquesta òrbita és de 24,4·10⁹ m (0,163 ua). Una òrbita heliostacionària és un cas particular d'òrbita heliosíncrona amb inclinació zero i excentricitat zero i, per tant, un objecte en òrbita heliostacionària es troba sempre sobre el mateix punt del Sol.
A vegades també s'anomena, de forma abreujada, òrbita heliosíncrona a una òrbita polar heliosíncrona, que no s'ha de confondre amb l'anterior, ja que és un cas particular d'òrbita terrestre baixa en què l'objecte sempre presenta la mateixa orientació respecte a l'eix Sol-Terra.